# Bulbophyllum pseudoserrulatum
Bulbophyllum pseudoserrulatum är en orkidéart som beskrevs av Johannes Jacobus Smith. Bulbophyllum pseudoserrulatum ingår i släktet Bulbophyllum och familjen orkidéer. Inga underarter finns listade i Catalogue of Life.